# Nótt

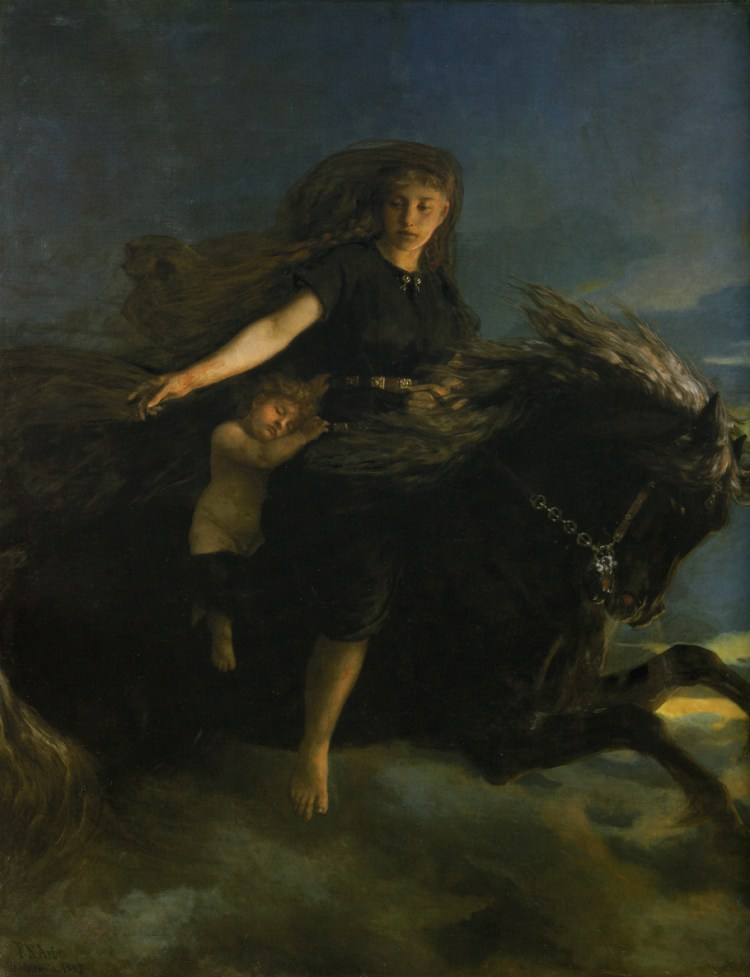
Nótt monta su caballo. Pintura de Peter Nicolai Arbo.

En la mitología nórdica, Nótt (Nórdico antiguo "noche") es la personificación de la noche. Es hija del gigante Nörfi (también Narfi o Nörr). Fue esposa de Naglfari con quien tuvo un hijo llamado Aud, luego con Annar tuvo una hija llamada Jörd y finalmente se casó con Delling que era uno de los dioses, y con quien tuvo un hijo llamado Dagr. 
Su origen y naturaleza son descritas por Snorri Sturluson en el primer capítulo de la Edda prosaica, en Gylfaginning:
| Nörfi eða Narfi hét jötunn er bygði í Jötunheimum. Hann átti dóttur er Nótt hét. Hon var svört ok døkk sem hon átti ætt til. Hon var gipt þeim manni er Naglfari hét. Þeira sonr hét Uðr. Því næst var hon gipt þeim er Annarr hét. Jörð hét þeira dóttir. Síðarst átti hana Dellingr, var hann Ása ættar. Var þeira sonr Dagr. Var hann ljóss ok fagr eptir faðerni sínu. Þá tók Allföðr Nótt ok Dag, son hennar, ok gaf þeim tvá hesta ok tvær kerrur ok setti þau upp á himin, at þau skulu ríða á hverjum tveim dœgrum umhverfis jörðina. Ríðr Nótt fyrri þeim hesti er kallaðr er Hrímfaxi, ok at morni hverjum døggvir hann jörðina af méldropum sínum. Sá hestr er Dagr á heitir Skinfaxi, ok lýsir allt lopt ok jörðina af faxi hans. - Texto normalizado del manuscrito R, | Había un gigante viviendo en Jötunheim llamado Nörfi o Narfi. Tenía una hija llamada Noche. Era oscura y morena, como la familia a la cual pertenecía. Su primer matrimonio fue con un hombre llamado Naglfari, el hijo de ellos se llamaba Auð. Luego se casó con Annar, la hija de ellos se llamaba Tierra. Por último se casó con Delling y él era de la familia de los dioses. El hijo de ellos era Día, era brillante y bello como la familia de su padre. Luego Odín tomó a Noche y su hijo, Día y les dio dos caballos y dos carros y los puso en el cielo de modo que debían recorrer el mundo cada veinticuatro horas. Noche va primero en un caballo llamado Hrímfaxi, y cada mañana rocía la tierra con la espuma de su freno. El caballo de Día se llama Skinfaxi, y toda la tierra y el cielos son iluminados por sus crines. - Traducción al español de la traducción de Young |

Mientras que nótt es una palabra común en varios poemas de la Edda poética, es difícil decir cuando el poeta tenía la personificación en mente.